# Ceracia majorina
Ceracia majorina là một loài ruồi trong họ Tachinidae.